# Stemma della provincia di Crotone
Lo stemma della provincia di Crotone è l'emblema raffigurativo della provincia italiana di Crotone, in Calabria.

## Blasonatura
Lo stemma è stato concesso insieme al gonfalone con D.P.R. dell'11 settembre 1996. La blasonatura ufficiale è la seguente:
Le principali risorse economiche della provincia, la pesca e l'agricoltura, sono rappresentate dall'ancora e dalle spighe (il territorio crotonese era chiamato "il granaio di Calabria"). Il significato delle sei stelle non è chiaro; forse si riferiscono alle sei divisioni storiche (poi "mandamenti") in cui era diviso il territorio crotonese.

### Blasonatura del gonfalone
La provincia dispone inoltre di un gonfalone, la cui blasonatura è:
(D.P.R. 11 settembre 1996)

### Bandiera
La bandiera è un drappo rettangolare partito di rosso e di verde con o senza lo stemma della provincia.